# Macromesus
Macromesus is een geslacht van vliesvleugeligen uit de familie Pteromalidae. De wetenschappelijke naam van dit geslacht is voor het eerst geldig gepubliceerd in 1848 door Walker.

## Soorten
Het geslacht Macromesus omvat de volgende soorten:
- Macromesus africanus Ghesquière, 1963
- Macromesus americanus Hedqvist, 1960
- Macromesus amphiretus Walker, 1848
- Macromesus brevicornis Yang, 1996
- Macromesus cryphali Yang, 1996
- Macromesus filicornis (Delucchi, 1956)
- Macromesus fulvicoxa (Girault, 1925)
- Macromesus harithus Narendran, 2001
- Macromesus huanglongnicus Yang, 1996
- Macromesus javensis Hedqvist, 1968
- Macromesus mediterraneus Bachmaier, 1973
- Macromesus persicae Yang, 1996